# Як це відчувається бути збитим (фільм, 1900)
Як це відчувається бути збитим (англ. How It Feels To Be Run Over) - британський німий чорно-білий фільм, знятий режисером Сесілем Хепуортом у 1900 році. Він став одним з перших відомих прикладів, коли у кінематографі були використані інтертитри. 
Традиційно для режисера, він показує шокуючу подію - наїзд автомобіля без подальшого розвитку подій. Таким чином Хепуорт продовжував започатковану Томасом Едісоном ідею вразити глядачів новим досвідом, яку винахідник втілив у 18-секундному короткометражному фільмі 1985 року - "Страта Марії Шотландської".

## Акторський склад
- водій - Сесіль Хепуорт;
- пасажир - Мей Кларк;
- решта пасажирів - невідомі актори.

## Сюжет
Фільм починається з показу сільської дороги, обабіч якої ростуть дерева. Поступово на горизонті з'являється колісниця з запряженим у неї конем. Так званий автомобіліст спокійно проїжджає відрізок дороги, ряхуючись по правій стороні та здіймаючи лише куряву після себе. Коли пилюка осідає, стає видно інший транспортний засіб - машину, яка їде по центру дороги, набираючи швидкість, прямо на фіксовану камеру. Його водієм є Сесіль Хепуорт. Пасажири починають розмахувати руками, щоб попередити про небезпеку та уникнути зіткнення. За декілька секунд автомобіль все ж зіштовхується з камерою, заповнюючи увесь простір на екрані та відповідаючи назві фільму. Коли це стається, з'являються інтертитри - символи автокатастрофи "?!!!" та саркастичний напис "Ох, мама буде рада".
1. ↑  Hepworth, Cecil M., How It Feels to Be Run Over, Hepworth, процитовано 30 січня 2023
2. ↑  BFI Screenonline: How It Feels To Be Run Over (1900). www.screenonline.org.uk. Процитовано 30 січня 2023.
3. ↑  Editorial (19 листопада 2009). In praise of… the wow factor at the movies. the Guardian (англ.). Процитовано 30 січня 2023.